# International Federation of American Football
International Federation of American Football forkortet IFAF er et internationalet forbund for nationale organisationer inden for amerikansk fodbold. IFAF har sit hovedkvarter i La Courneuve i Frankrig. Den nuværende præsident er Richard MacLean. IFAF organiserer IFAF World Championship som holdes hvert 4. år.

## Struktur
- European Federation of American Football (EFAF)
- Pan American Federation of American Football (PAFAF)
- Asian Federation of American Football (AFAF)
- Oceania Federation of American Football (OFAF) – Note: New Zealands repræsentanter blev smidt ud af OFAF